# Goldeneye
Goldeneye (títol original en anglès GoldenEye) és una pel·lícula dirigida l'any 1995 per Martin Campbell. Aquesta pel·lícula ha estat doblada al català.

## Argument
En les seves vacances, l'agent James Bond es troba amb la bella i letal Xenia Onatopp, que intenta apoderar-se dels plànols d'un nou helicòpter invulnerable a les interferències. Mentrestant la programadora de l'exèrcit rus Natalya Siminova és l'única supervivent del seu equip a un macabre pla del general Ourumov per aconseguir Goldeneye, una arma espacial ultrasecreta que emet polsos nuclears que inutilitzen qualsevol equip electrònic. Bond formarà equip amb Natalya per a descobrir als malfactors després del robatori.

## Repartiment

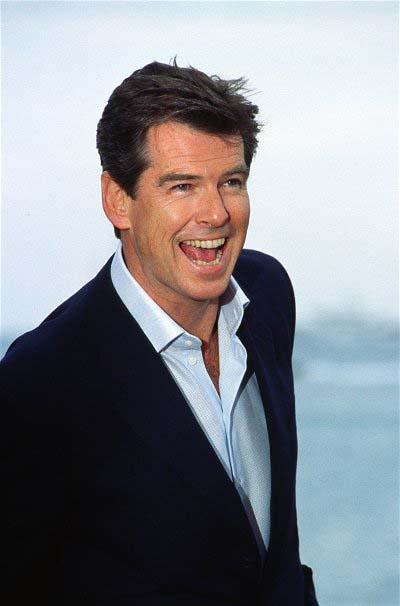
Pierce Brosnan succeeix a Timothy Dalton en el paper de James Bond.

En referència parcial combinada al final de la pel·lícula.

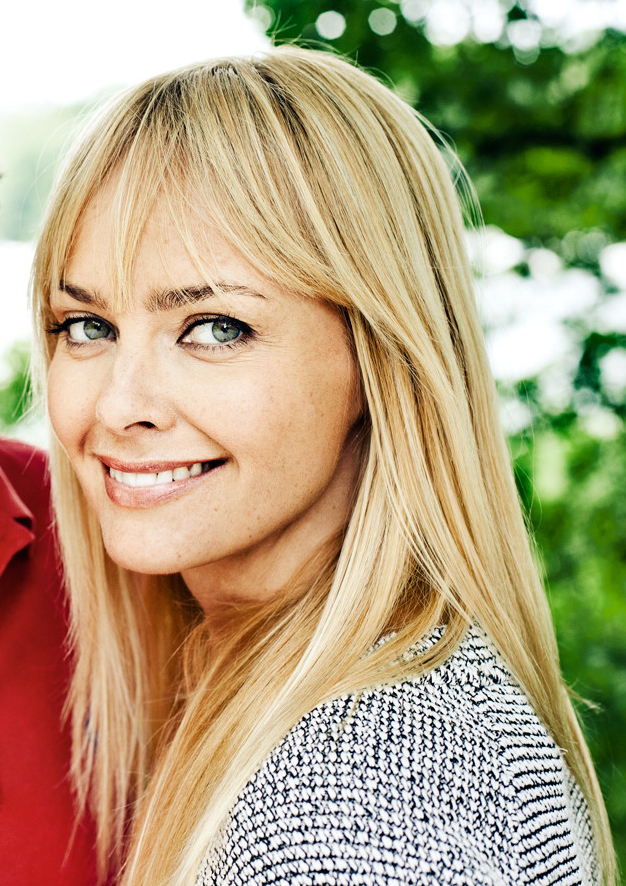
Izabella Scorupco és la James Bond girl Natalya Simonova.

- Pierce Brosnan: James Bond 007, un agent del MI6 designat per impedir el sindicat del crim Janus d'adquirir GoldenEye, un satèl·lit armat llançat pels Soviètics durant la Guerra freda.
- Sean Bean: Alec Trevelyan (006) / Janus: Inicialment un amic de Bond, fingeix la mort a Arkhangelsk i pren la identitat de Janus els nou anys següents.
- Izabella Scorupco: Natalya Fyodorovna Simonova, l'única supervivent testimoni de l'atac d'un GoldenEye contra el centre de control a Severnaya. Hàbil programadora, ajuda Bond en la seva missió i el segueix a Cuba per desarmar el satèl·lit.
- Famke Janssen: Xenia Zirgavna Onatopp, una georgiana assassina i guardaespatlles de Trevelyan. Sàdica i masoquista, adora torturar els seus enemics, sobretot usant dels seus encants.
- Gottfried John: General Arkady Grigorovich Ourumov, general renegat que utilitza la seva posició i la seva autoritat per ajudar Janus a accedir a GoldenEye. És abandonat per ser mort per Bond quan se sap que Trevelyan és un Cosac de Lienz
- Joe Don Baker: Jack Wade, veterà de la CIA en la mateixa missió que Bond. Farà també una aparició en la pel·lícula següent, El demà no mor mai.
- Alan Cumming: Boris Ivanovitch Grishenko, programador de Severnaya secretament al servei de Janus.
- Judi Dench: « M », el cap fred del MI6, nova a la plaça però tanmateix voluntariosa en les seves decisions.
- Robbie Coltrane: Valentin Dmitriovich Zukovsky: Un mafiós rus i exagent del KGB que accepta arreglar a Bond una cita amb Janus. Ha ja trobat 007 al curs d'una missió alguns anys abans i Bond li dispara al genoll. Farà també una aparició en la pel·lícula Amb el món no n'hi ha prou.
- Tchéky Karyo: Dimitri Mishkin, el ministre de Defensa rus. Ourumov li presenta la seva dimissió després de l'incident de Severnaya. Ha matat per Ourumov quan Natalya revela la veritat en el cas dels esdeveniments que s'han desenrotllat a Severnaya.
- Desmond Llewelyn: « Q », responsable de la secció « Q » del MI6, inventor dels gadgets de Bond
- Samantha Bond: Miss Moneypenny, secretari de M.
- Michael Kitchen: Bill Tanner, el cap d'estat-major del MI6
- Serena Gordon: Caroline
- Simon Kunz: l'oficial rus de Severnaya
- Pavel Douglas: el capità francès presentant l'helicòpter Tigre
- Olivier Lajous: l'oficial francès de la fragata militar
- Billy J. Mitchel: Almirall Chuck Farrell de la Marina reial canadenca
- Constantine Gregory: el responsable informàtic a Sant Petersburg
- Michelle Arthur: Anna, la col·lega de Natalya
- Ravil Isyanov: el pilot MiG sobrevolant Severnaya
- Minnie Driver: Irina, la cantant i amant de Valentin Zukovsky
- Michael G. Wilson: un membre del consell de la seguretat russa (no surt als crèdits)